# Nokia Fastlane
Nokia Fastlane — інтерфейс користувача від Nokia, який використовується в Nokia Asha ОС і Nokia X Software Platform. Для активації Fastlane в Asha ОС потрібно змахнути ліворуч або праворуч від стартового екрана. В Fastlane відображаються «Лайки» з Facebook, ретвіти з Твіттер та нагадування про дні народження. Першим пристроєм з Fastlane було Nokia Asha 501.

## Сумісність

### На платформі Nokia Asha Software
- Nokia Asha Software 1.0
- Nokia Asha Software 1.1
- Nokia Asha Software 1.2
- Nokia Asha Software 1.4

### На платформі Nokia X Software
- Nokia X Software 1.0.1

## Сумісні телефони

### Nokia
- Nokia Asha 230
- Nokia Asha 500
- Nokia Asha 501
- Nokia Asha 502
- Nokia Asha 503
- Nokia X X (перша версія)
- Nokia X X
- Nokia X XL